# Міцний горішок 2
«Міцни́й горі́шок 2: Горі́шок міцні́ше» (англ. Die Hard 2: Die Harder) — американський бойовик 1990 року, продовження фільму «Міцний горішок». Екранізація роману Волтера Вейджера «58 хвилин». Сценарій написав Стівен де Соуза, який працював над минулою частиною.
Ця картина стала проривом режисера Ренні Харліна в американському кіно. «Міцний горішок 2» зібрав 240 мільйонів доларів, при бюджеті 70 мільйонів.
Не рекомендується перегляд дітям і підліткам молодше 16 років.

## Сюжет
Двома роками пізніше подій в Накатомі, у Переддень Різдва, Лос-Анджелеський детектив Джон МакКлейн чекав на прибуття своєї дружини Голлі у Міжнародному Аеропорті Даллеса. Репортер Річард Торнберг, який розкрив особистість МакКлейна Гансу Ґруберу в першому фільмі, отримав місце в літаку прямо навпроти Голлі.
В барі аеропорту Джон помітив двох чоловіків в солдатському одязі, які несли якийсь пакет, в одного з них була зброя. Щось підозрюючи, він попрямував за ними до багажного відділу. В ході перестрілки МакКлейну вдалося вбити одного, але другий підозрюваний втік. Дізнавшись, що мрець був найманцем, до того ж за документами вже два роки, як мертвим, він зрозумів, що знову вплутався в якусь історію. Він виклав всі підозри начальнику поліції аеропорту Кармайну Лоренцо, але той відмовився його слухати і випхнув МакКлейна зі свого кабінету.
Колишній військовий полковник Стюарт і члени його підрозділу організували собі базу в церкві біля аеропорту, убивши її настоятеля. Вони захопили систему управління польотами, відключили зв'язок з літаками і взяли весь аеропорт під контроль. Їх завдання — порятунок генерала Рамона Есперанси, наркобарона і диктатора держави Вальверде, якого повинні привезти в Штати для очікування суду за участь у наркобізнесі. Терористи запросили Боїнг-747 для втечі з країни і попередили інженерів не намагатися відновити роботу систем. Дізнавшись про все це, Джон зрозумів, що Голлі зараз в одному з кружляючих над Вашингтоном літаків, з недостатньою кількістю палива для того, щоб полетіти в інший аеропорт, і що, швидше за все, вона розіб'ється, якщо терористи і далі все контролюватимуть. Він вирішив з ними боротися.
Головний інженер аеропорту Леслі Барнс попрямував до зовнішньої антени з групою спецназу для встановлення контакту з літаками, але четверо терористів під виглядом малярів влаштовують їм засідку. В результаті гинуть всі п'ять спецназівців і один найманець. Підоспілий МакКлейн рятує Барнса, вбиваючи О'Рейлі та інших терористів. Коли Стюарт про це дізнався, він знизив покази висоти рівня моря на 200 футів (60 метрів) і від особи диспетчера наказав одному літаку сідати. МакКлейн намагається дати візуальний сигнал пілотам, але через погану погоду ті занадто пізно його помічають, і літак з 230 пасажирами на борту розбивається на очах МакКлейна.
До аеропорту прибула Спеціальна команда спецназу на чолі з майором Грантом. З допомогою рації, взятої у мертвого найманця, МакКлейн дізнався про те, що Есперанса сідає. Джон дістався до нього раніше найманців Стюарта, але їм вдалося його закрити в кабіні пілота. Вони розстрілюють літак і закидають кабіну гранатами, але Джон встигає катапультуватися прямо перед вибухом.
Пізніше Джон і Барнс знайшли укриття терористів і повідомили про це Гранту. Після прибуття спецназу терористи втекли на снігоходах. В ході переслідування МакКлейн стріляв у двох із них, але потім подумав, що пістолет-кулемет MP-5, який він підібрав, не працює. Коли терористи збили його зі снігохода, він зрозумів, що набої в магазині холості і що терористи працюють разом зі спецназівцями. Джон повертається до Лоренцо і переконує його відправити людей на перехоплення літака терористів, підтвердивши свою історію пальбою у Лоренцо холостими набоями.
Репортер Торнберг, дізнавшись про ситуацію в аеропорті завдяки трансляції Барнса, переданій аеропортам, зачинився в туалеті і зателефонував на канал, де він працює у новинах, щоб розповісти про події, що відбулися в повітряній гавані. Ці новини призвели до паніки серед зустрічаючих в будівлі аеропорту. Охоплені панікою люди завадили поліції дістатися до літака. Почувши трансляцію Торнберга, Голлі увірвалася в туалет і відключила його з допомогою електрошокера.
МакКлейн дістається до літака на новинному гелікоптері з репортеркою Самантою Коулмен. Він зістрибує на крило літака і блокує елерони своєю курткою, не давши літаку злетіти. Грант вийшов на крило, але в бійці з МакКлейном зірвався в сопло двигуна і його розірвало на шматки. Стюарт намагається вбити МакКлейна, але той встигає зірвати клапан аварійного скидання палива. Впавши на смугу, Джон підпалює слід від злитого палива, знищує Боїнг-747, а палаюча доріжка авіаційного гасу стала орієнтиром для літаків, які заходять на посадку. Джон і Голлі нарешті зустрілися.

## У ролях
| Актор                 | Роль                         |
| --------------------- | ---------------------------- |
| Брюс Вілліс           | Джон МакКлейн                |
| Бонні Беделіа         | Голлі МакКлейн               |
| Вільям Седлер         | полковник Стюарт             |
| Франко Неро           | генерал Рамон Есперанса      |
| Вільям Атертон        | Річард Торнберг              |
| Денніс Франц          | капітан Кармін Лоренцо       |
| Джон Еймос            | майор Грант                  |
| Арт Еванс             | Леслі Барнс                  |
| Фред Томпсон          | Ед Трюдо                     |
| Реджинальд Велджонсон | сержант Аль Пауелл           |
| Том Бауер             | Марвін                       |
| Шейла Маккарті        | Саманта «Сем» Коулман        |
| Дон Гарві             | Гарбер                       |
| Тоні Геніос           | Бейкер                       |
| Пітер Нельсон         | Томпсон                      |
| Роберт Патрік         | О'Рейлі                      |
| Мік Каннінгем         | Шелдон                       |
| Джон Легуізамо        | Берк                         |
| Том Веріка            | Кан                          |
| Колм Міні             | командир літака, що розбився |

## Цікаві факти
- У початковій версії сценарію «Міцного горішка» (1988) Джон МакКлейн жартував за фільм всього кілька разів. Більшість жартів, які вимовляє Джон, були імпровізацією Брюса Вілліса. Під час зйомок сиквела Брюсу дозволили жартувати стільки, скільки він вважатиме за потрібне.
- Вальверде — вигадана латиноамериканська країна. Таку ж назву країни було використано у фільмі «Командо» (1985).
- Фільм заснований за романом Волтера Вейджера «58 хвилин».
- Літня жінка у літаку читає книгу, яка схожа на роман «Смертельна зброя». Джоель Сілвер був продюсером «Смертельної зброї», «Міцного горішка» і «Міцного горішка 2».
- Компанія «Black & Decker» заплатила продюсерам за рекламу бездротового дриля в одній зі сцен за участі Брюса Вілліса. При монтажі дана сцена була вирізана з фільму. «Black & Decker» подала до суду на «20 століття Фокс», що стало першим судовим процесом з приводу продакт-плейсменту у кіно. Сторони врегулювали суперечку без судового розгляду.
- Фраза «Йо-хо-хо, виродок!» (Yipee-ki-yay, motherfucker!) використовується в усіх п'яти фільмах.
- Спочатку планувалося, що зйомки пройдуть в Міннесоті, але в той рік в Міннесоті випало занадто мало снігу, тому зйомки перенесли до Мічигану.
- Під час фільмування в Денвері практично не було снігу, тому для зйомок сніжної бурі творцям фільму довелося використовувати штучний сніг.
- Ренні Харлін одночасно займався монтажем цього фільму і «Пригодами Форда Форлейна» (1990), тому що для обох фільмів був вкрай нетривалий період пост-продакшну. Дані фільми вийшли у прокат з різницею в один місяць.
- Ренні Харлін запропонував, щоб Вільям Седлер був голим у сцені, коли він вперше з'являється у фільмі. За словами Харліна, це був ефективний, але незвичайний спосіб представити глядачам головного лиходія.
- Джон МакТірнан хотів поставити фільм, але не зміг цього зробити, так як був зобов'язаний за контрактом зрежисерувати «Полювання за Червоним жовтнем» (1990).
- На момент завершення кінопрокату «Міцний горішок 2» став найкасовішим сиквелом усіх часів. Цей рекорд був побитий роком пізніше «Термінатором 2» (1991), в якому також знімався Роберт Патрік.
- Для зйомок знадобилось кілька ночей, щоб зняти сцену бійки між Брюсом Віллісом та Вільямом Седлером на крилі літака.
- Обладнання для посадки літаків, яке використовують найманці у церкві, багато в чому схоже з устаткуванням, що використовується у центрах управління польотами. Проте, воно було спрощено для найбільш драматичних і динамічних сцен фільму.
- Під час зйомок польотної гонитви використовувались справжні гелікоптер та лайнер, а замість снігу була використана мильна стружка.
- Бюджет фільму ріс не днями, а годинами. Витрати на виробництво сягали $ 20.000 за хвилину.
- У «Міцному горішку» (1988) сержант Пауел наспівував пісню «Let It Snow». Така ж пісня грає в кінці даного фільму. Інша важлива складова саундтреку — музика із симфонічної поеми Яна Сібеліуса «Фінляндія». Включення у фільм цієї музики було ідеєю режисера Ренні Харліна, уродженця Фінляндії.
- Ця картина стала першою у кінематографі, фонове зображення для якої було створено з допомогою комп'ютерної графіки.

## Помилки у фільмі
- Перш ніж знищити перший пасажирський літак, один із терористів заявляє, що у нього порожні баки. При цьому вибух, який стався внаслідок удару об землю, свідчить про зворотнє.
- Для використання холостих набоїв у бойовій зброї необхідно обладнати її спеціальними насадками або ж ствол повинен мати певну конструкцію, інакше автоматика буде нефункціональною. За цієї причини епізод, де герой змінює магазин одного типу на інший, виглядає неправдоподібно.